# Le Temps des cerises (film, 1938)
Pour les articles homonymes, voir Le Temps des cerises (homonymie).
Pour plus de détails, voir Fiche technique et Distribution.
Le Temps des cerises est un film français de Jean-Paul Le Chanois réalisé en 1937 et sorti le 26 janvier 1938. C'est un film de propagande pour le Parti communiste de l'époque.

## Synopsis
Le Temps des cerises évoque le clivage entre de riches industriels qui fraudent le fisc, et des ouvriers vivant dans la misère, au cours de quatre époques différentes (1895, 1900, 1914, 1937). Le temps de la narration est rythmé par les trois Expositions universelles qui se sont tenues à Paris : l'Exposition universelle de Paris de 1889, celle de 1900 et celle de 1937..

## Fiche technique
- Réalisation : Jean-Paul Le Chanois (sous le nom de "Jean-Paul Dreyfus")
- Scénario : Jean-Paul Le Chanois et Pierre Unik
- Assistant réalisateur : Louis de Masure
- Date de sortie : 26 janvier 1938
- Directeur de la photo : Alain Douarinou, Jean-Serge Bourgoin et Jacques Lemare
- Musique : Joseph Kosma
- Décors : Georges Wakhevitch
- Montage : Laura Séjourné
- Genre :  Film politique
- Durée : 81 minutes

## Distribution
- Gaston Modot : Gaston Ravaux
- Svetlana Pitoëff : Gilberte
- Jean Dasté : le fils du directeur
- Gabrielle Fontan : Antoinette
- Jacques B. Brunius : le petit-fils du directeur
- Camille Corney : M. Dufour, le décorateur
- Claire Gérard : la dame maniérée
- Jandeline : Mme Dupuis, la paysanne
- Fabien Loris : Pierrot
- Georges Spanelly : le directeur
- François Viguier : Antoine Dupuis, le paysan
- Antonin Baryel
- Roger Blin : le fils Dupuis
- Raphaël Cailloux
- Samy Dalaize
- Eddy Debray
- André Delferrière : l'ingénieur
- Maurice Marceau
- Pierre Ferval
- Claire Gérard : la Dame maniérée
- Madeleine Sologne : Clotilde
- Guy Decomble
- Albert Malbert : le paysan sur la charrue
- Émile Roussel
- Solange Varenne